# 宝蔵院 (松戸市)
宝蔵院（ほうぞういん）は、千葉県松戸市にある真言宗豊山派の寺院。

## 歴史
創建年代は不明である。ただ「慶長十四年（1609年）」の銘が刻まれた石碑や2015年（平成27年）時点での歴代住職が第29世であることから、江戸時代初期には既に存在していたものと推測される。
当寺の本尊は大日如来で、毎年8月20日の「施餓鬼会」では多くの人々が参拝に訪れる。本堂の他に不動堂もあり、「矢切不動尊」と呼ばれる不動明王が安置されている。
当寺には、「松戸七福神」の一つである大黒天像が祀られている。

## 交通アクセス
- 松戸駅より徒歩26分。